# Eine Nacht im Prater
Eine Nacht im Prater (Originaltitel: The Case of Lena Smith) ist der letzte Stummfilm von Josef von Sternberg und wurde am 19. Januar 1929 uraufgeführt. Wie bei einem Großteil anderer Produktionen jener Zeit ist auch von diesem Film keine Kopie mehr erhalten.

## Handlung
Das Wiener Hausmädchen Lena Smith hat ein Kind von dem jungen Offizier Franz Hofrat, mit dem sie heimlich verheiratet ist. Als die Eltern von Franz von dem Kind erfahren, nehmen sie es gegen den Willen der Mutter zu sich. Franz fühlt sich in der Situation hilflos und begeht Selbstmord. Nachdem das Gericht Lenas Wunsch nach dem Kind zurückweist, entführt sie ihr Kind nach Ungarn, wo sie es aufzieht. Am Schluss des Films zieht der Junge 1914 in den Krieg.

## Hintergrund
Die letzte bekannte Kopie des Films wurde in den 1950er Jahren von der Produktionsfirma vernichtet, weil der Film auf Nitrozellulosematerial gedreht wurde und wegen der Feuergefahr nicht länger gelagert werden sollte.
Eine gute Szenentranskription wurde 1929 von Takada Masaru für die japanische Zeitschrift Eiga Orai verfasst. 2003 tauchte ein vierminütiges Fragment in einem Altwarenladen in der Mandschurei wieder auf. Das Fragment zeigt Lena mit ihren Freundinnen Pepi und Poldi, wie sie über den Wiener Prater spazieren und mit zwei jungen Offizieren flirten. Das einzige erhaltene Fragment von The Case of Lena Smith wurde vom Österreichischen Filmmuseum auf DVD veröffentlicht.
Entlang von 150 Originalfotos, Set-Zeichnungen, Drehbuch- und Produktionsdokumenten, literarischen Texten sowie mehreren Essays internationaler Autoren rekonstruiert die Publikation Josef von Sternberg. The Case of Lena Smith, die 2007 in der Reihe FilmmuseumSynemaPublikationen erschienen ist, den Film.

## Kritiken
Mary Meerson von der Cinémathèque française nannte den Film „den schönsten aller Stummfilme“.